# Galagonya Citerazenekar
A Galagonya Citerazenekar 2008-ban Kazincbarcikán alakult meg. Működése során többször országos Aranyfokozattal, Aranypáva-díjjal és Aranypáva Nagydíjjal jutalmazták. Stílusukra elsősorban a moldvai népzene és népzenei feldolgozások a jellemzőek.

## Története

### Előzmények
A Kazincbarcikai Citerazenekar 1974-ben alakult meg Jenei Károly vezetésével. A zenekart alapító felnőtt tagok fontosnak tartották, hogy a folyamatos munkához, az általuk megőrzött népdalkincs fennmaradásához törekedjenek a fiatalok bevonására. Éppen ezért 3. és 4. osztályos általános iskolás lányok és fiúk részvételével gyermekcsoportot is alakítottak. A fiataloknak a későbbiekben sokat fejlődött a játéktechnikája, így az együttes egyre újabb, jobb összeállításokat készített. 1980-ban kapcsolódott be a szakmai munkába Scserbin János, aki 1975-től az első gyermekcsoportban ismerkedett meg a hangszerrel, azóta folyamatosan játszott az együttesben.
1998-ban kiadták az, „Édesanyám, most vagyok szép időbe..." című CD-t. A lemezt elismeréssel fogadták, és pozitív visszajelzést kapott a szakmai körökből is. A lemezen közreműködött a Kerékkötő Citerazenekar ( többszörös Országos Aranyminősítés és Aranypáva-díj), a Garabonciás Citerazenekar (többszörös Országos Aranyminősítés) és az Aranyeső Citerazenekar (többszörös Országos Aranyminősítés és Aranypáva-díj). Ezen a lemezen jelent meg először a Kazincbarcikai Citerazenei Műhely elnevezés. 1999-ben addigi kiemelkedő szakmai munkájának elismeréseként a BAZ. Megyei Közgyűlés a Kazincbarcikai Citerazenei Műhelyt Alkotói-díj elismerésben részesítette.
A következő években külföldi vendégszerepléseken, fesztiválokon és a környék településeinek rendezvényein vettek részt. Ezekben az években volt olyan időszak is, mikor a zenekar összes fellépéseinek a száma meghaladta a nyolcvanat.

### Galagonya Citerazenekar
A  Galagonya  Citerazenekar 2008-ban alakult meg az előző időszakokban működő citerazenekarok aktívan tovább zenélő tagjaiból. Folytatták elődeik hagyományőrző tevékenységét, feldolgozásokat készítettek, fesztiválokon, rendezvényeken szerepeltek. 2009-ben a tiszakécskei „Tisza” népzenei versenyen Kiemelt Nívó, valamint Különdíjat kaptak. 2010-ben elnyerték Kazincbarcika város legfontosabb művészeti kitüntetését, a BarcikArt díjat. Ugyanebben az évben Aranypáva-díjasok, 2012-ben a püspökladányi Országos Népzenei Minősítésen Aranypáva Nagydíjasok lettek.
2015. augusztus 20-án felléptek a Budai Várban a Mesterségek Ünnepén. Rendszeres résztvevői az évente megrendezésre kerülő Csorvási és Kisiratosi (Románia) Nemzetközi Népzenei Fesztiváloknak.
2018-ban ünnepelték megalakulásuk 10. évfordulóját. Ennek tiszteletére CD-lemezt adtak ki „Akkor szép az erdő…” címmel.

## A zenekar tagjai

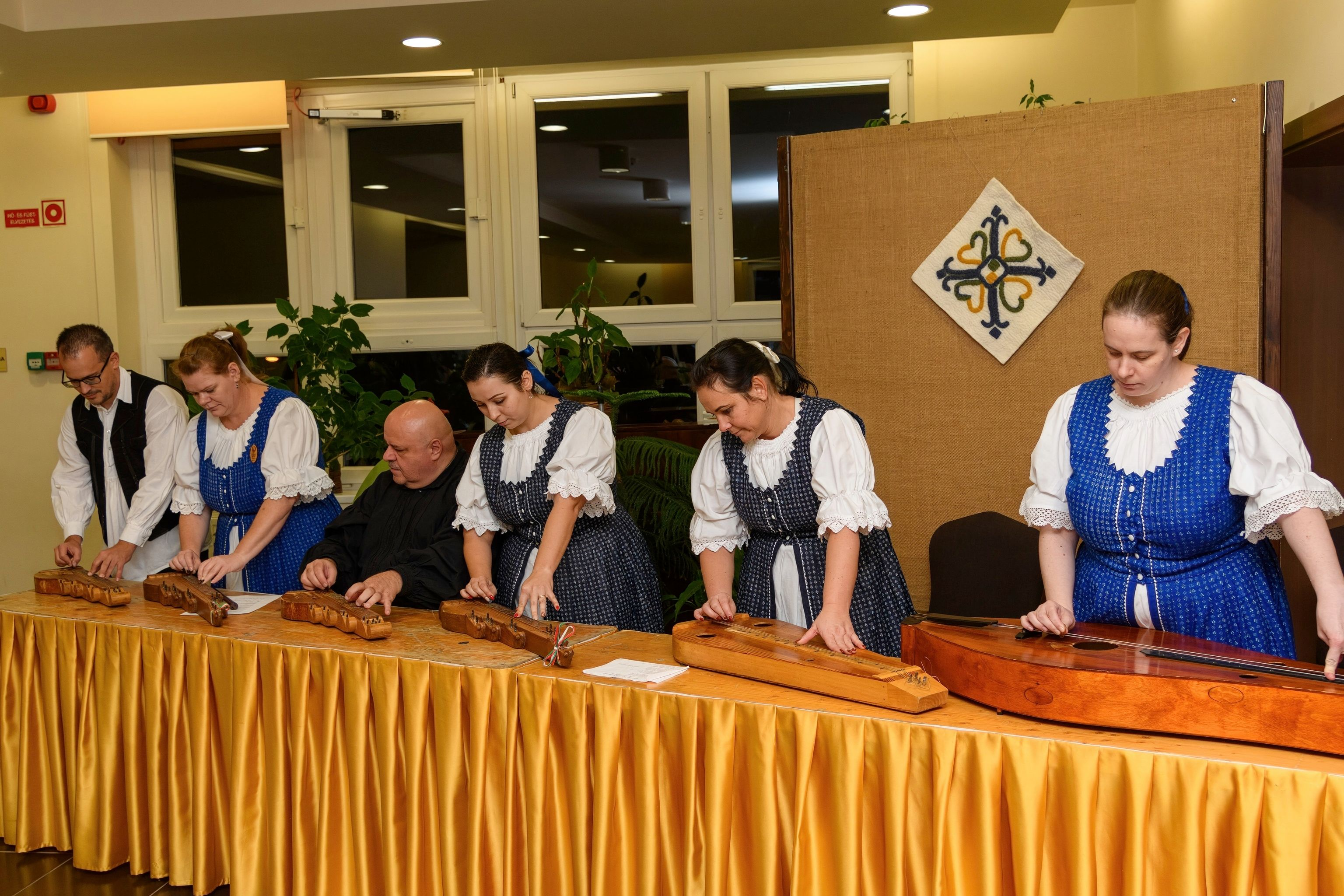
A Mezey István Művészeti Központban

- Darvasné Kovács Katalin – citerák, furulya, ütőgardon
- dr. Szilágyi Szabolcs – citerák, koboz
- Galán Mihály – citerák, koboz
- Heidrich Marysol – citerák
- Leskóné Hanyu Georgina – citerák, darbuka, dob, doromb, furulya
- Lóska Renáta – citerák, ütőgardon, furulya
- Molnár Edina – citerák, doromb, furulya
- Scserbin János – citerák, doromb, ütőgardon, koboz
- Tóth Mária – citerák
- Tóthné Hanyu Renáta – citerák, furulya

## Elismerések, díjak
- A „Tisza” népzenei versenyen Kiemelt Nívó-, valamint Különdíj (Tiszakécske, 2009)
- BarcikArt díj (Kazincbarcika, 2010)
- Aranypáva-díj (2010)
- Országos Népzenei Minősítésen Aranypáva Nagydíj (Püspökladány, 2012)
- III. Nemzetközi Citerazenei Fesztivál (Mezőtúr, 2021)[2]
  - „Innovatív” kategóriában 1. helyezés és Fesztiváldíj,
  - „Unicum” kategóriában 1. helyezés és Fesztiváldíj,
  - KÓTA országos minősítésen térségi Kiváló minősítés és országos Aranypáva-díj
- A 25. Egri Népzenei Gálán Aranypáva Nagydíj (Eger, 2021)[3]